# Staatliche Jaroslaw-der-Weise-Universität Nowgorod
Die Staatliche Jaroslaw-der-Weise-Universität Nowgorod (abgekürzt Staatliche Universität Nowgorod) ist eine russische Hochschule mit Sitz in Weliki Nowgorod. Es handelt sich um die größte staatliche Bildungseinrichtung in der Region Nowgorod. Sie wurde 1993 durch den Zusammenschluss der polytechnischen Hochschule Nowgorod und der Hochschule für Lehrerbildung Nowgorod gegründet. 1997 wurde die Nowgoroder Landwirtschaftsakademie Teil der Staatlichen Universität Nowgorod. Im April 2017 wurde sie zu einer der regionalen Referenzuniversitäten. Die Universität hat eine Zweigstelle in Borowitschi.
Rektor ist Juri Sergejewitsch Borowikow.

## Geschichte

### Hochschulbildung in Nowgorod bis zur Gründung
Die erste geplante Hochschule in Nowgorod war 1740 das Nowgoroder Geistliche Seminar. Es ging auf Pläne des Erzbischofs von Nowgorod, Amwrosij (Juschkewitsch) zurück, der Absolvent der Kiew-Mohyla Akademie war. Er wollte in Nowgorod eine Einrichtung nach dem Vorbild seiner Alma Mater erschaffen. Laut Etat wurde das Nowgoroder Theologische Seminar von Anfang an ausführlich geregelt und materiell versorgt. Für den Unterhalt des Seminars wurden 7859 Rubel und 37 Kopeken zur Verfügung gestellt – diese Geldsumme übertraf die Kosten für jedes andere Seminar des Russischen Kaiserreiches. Am 12. April des Jahres 1741 meldete sich Erzbischof Amwrosij bei der Regentin Anna Leopoldowna mit einem Bericht. Er beabsichtigte das Antoniuskloster als Ort „nicht für ein Seminar, sondern für eine große Akademie nach dem Vorbild der Kiewer Schulen“ zu wählen. In der Akademie „soll es 10 Schulen und eine Bibliothek für Buchlagerung geben. Für die Wahrung der Ordnung und Aufsicht über die Akademie sollen dort ein Klosterabt und ein Rektor angestellt werden, so wie es in den Akademien in Kiew und Moskau geregelt ist“. Er bat auch darum, „diese Akademie mit einer Gramota (Urkunde) zu bestätigen, nach dem Vorbild der ausländischen Akademien und Akademien in Kiew und Charkiw“. Der Lehrplan hatte dieselbe Struktur wie an der Akademie in Kiew. Daraufhin wurden auch die ersten Lehrenden eingeladen.
Es ist anzumerken, dass solche Akademien damals nicht nur für die Ausbildung der Geistlichen zuständig waren; ihre Absolventen wurden Wissenschaftler, Literaten und hohe Beamte. Erst in der Herrschaftszeit von Katharina II. wurde die Geistlichkeit zu einem selbstständigen Stand, und die geistlichen Schulen ausschließlich auf diese ausgerichtet.
Der Erzbischof Amwrosij bemühte sich besonders um die Organisation der Seminarbibliothek. Laut Etat wurden jährlich 300 Rubel für Ergänzung der Bibliothek gewährt – kein anderes Seminar im Russischen Kaiserreich verfügte über eine solche Summe. Amwrosij übergab der Seminar-Bibliothek eine Büchersammlung des Nowgoroder Erzbischöflichen Hauses, die die Bibliothek der Nowgoroder Schule der Likhud-Brüder umfasste. Es gelang ihm auch, eine Genehmigung der Kaiserin Elisabeth I. zur Übernahme der Bibliothek Theophan Prokopowitschs zu bekommen.

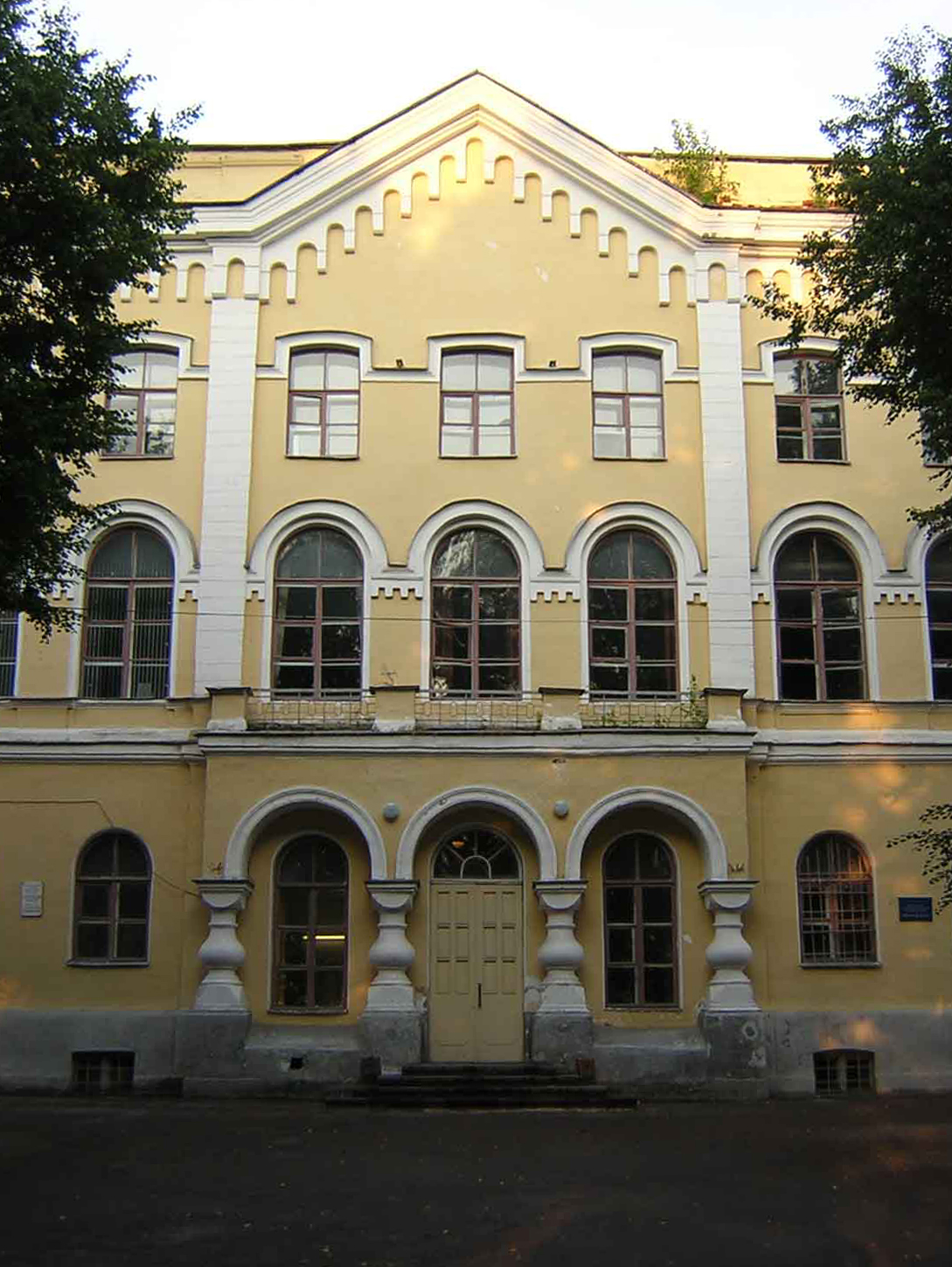
Das Gebäude des ehemaligen Priesterseminars des Antoniusklosters

Letzten Endes waren die Hauptressourcen für die Bildungsentwicklung in St. Petersburg verwendet worden. Auf Betreiben des Metropoliten von Nowgorod und St. Petersburg Gabril Petrow wurden 1788 die höheren Klassen des Nowgoroder Geistlichen Seminars zunächst für 11 Jahre nach Sankt Petersburg verlegt, um die Qualifikation des Alexander-Newski-Seminars zu verbessern – 1797 wurde es zur theologischen Akademie. Als Folge gab es in Zeiten des Kaisertums in Nowgorod weder eine geistliche Akademie noch eine weltliche Hochschule. Im 19. Jahrhundert unterschied sich das Nowgoroder Geistliche Seminar kaum von anderen geistlichen Seminaren des Landes, es zehrte allerdings von seiner einzigartigen Tradition und der reichen Bibliothek.
Am 30. September 1918 beschloss die Kreisableitung für Volksbildung in Nowgorod, das Nowgoroder Geistliche Seminar zu schließen. Am 1. Oktober 1919 wurde auf seiner Grundlage das Nowgoroder Institut für Volksbildung eröffnet. Die Bibliothek des Seminars wurde ihm zur Verfügung gestellt. 1934 wurde das Nowgoroder Institut für Volksbildung in das Nowgoroder Staatliche Lehrerinstitut eingegliedert, noch später wurde es zum Nowgoroder Staatlichen Pädagogischen Institut (NSPI). 1964 wurde in Nowgorod eine Zweigstelle des Leningrader Elektrotechnischen Instituts eröffnet, aus der das Nowgoroder Polytechnische Institut (NPI) entstand. 1969 wurde die Nowgoroder Zweigstelle des Leningrader wirtschaftlichen Instituts eröffnet, und später 1986 entstand das Nowgoroder Staatliche Wirtschaftliche Institut (NSWI).

### Jaroslaw-der-Weise-Universität Nowgorod
Am 30. Juni 1993 unterzeichnete der Vorsitzende des Ministerrates der Russischen Föderation Wiktor Stepanowitsch Tschernomyrdin die Resolution Über die Gründung der Staatlichen Universität Nowgorod aus der Polytechnischen Hochschule und der Hochschule für Lehrerbildung. Der Vorsitzende des Staatlichen Komitees für Hochschulbildung W. G. Kinelew erließ einen Befehl zur Ernennung von Wladimir Wassiljewitsch Soroka zum Rektor der neuen Staatlichen Universität Nowgorod. Die Eröffnungsfeier der Universität fand am 1. Oktober 1993 statt.
Am Vorabend der Feier des ersten Universitätsjubiläums wurde bei der Dreifaltigkeitsgrabung in Nowgorod ein Bleisiegel des Fürsten Jaroslaw des Weisen gefunden. Auf Anregung des Leiters der Nowgoroder archäologischen Expedition, W. L. Janin, der von Mitgliedern des Akademischen Rates der Staatlichen Universität Nowgorod und der Regionalverwaltung unterstützt wurde, wurde die neue Universität nach Jaroslaw dem Weisen benannt.
Am 15. Juni 1995 wurde im Auftrag des Gründungsrektors Wladimir W. Soroka auf Grundlage der zuvor bestehenden Museen der Hochschule für Lehrerbildung und der polytechnischen Hochschule im Antoniuskloster im Gebäude der Hochschule für Geisteswissenschaften, dem ehemaligen Priesterseminar, das Museum der Staatlichen Universität Nowgorod eingerichtet.
Am 15. Januar 1997 wurde auf Anordnung der Regierung der Russischen Föderation die Staatliche Agrarakademie Nowgorod an die Universität als Akademie für Landwirtschaft und natürliche Ressourcen angegliedert. Im Sommer desselben Jahres fusionierte die Wirtschaftswissenschaftliche Fakultät mit den Universitätsfakultäten für Wirtschaft und Management und legte damit den Grundstein für die Hochschule für Wirtschaftswissenschaft und Management.
Im November 2014 eröffnete die North-Western Bank of Sberbank of Russia die Abteilung für Bankwesen an der Hochschule für Wirtschaftswissenschaft und Management.

## Die wichtigsten Abteilungen der Universität

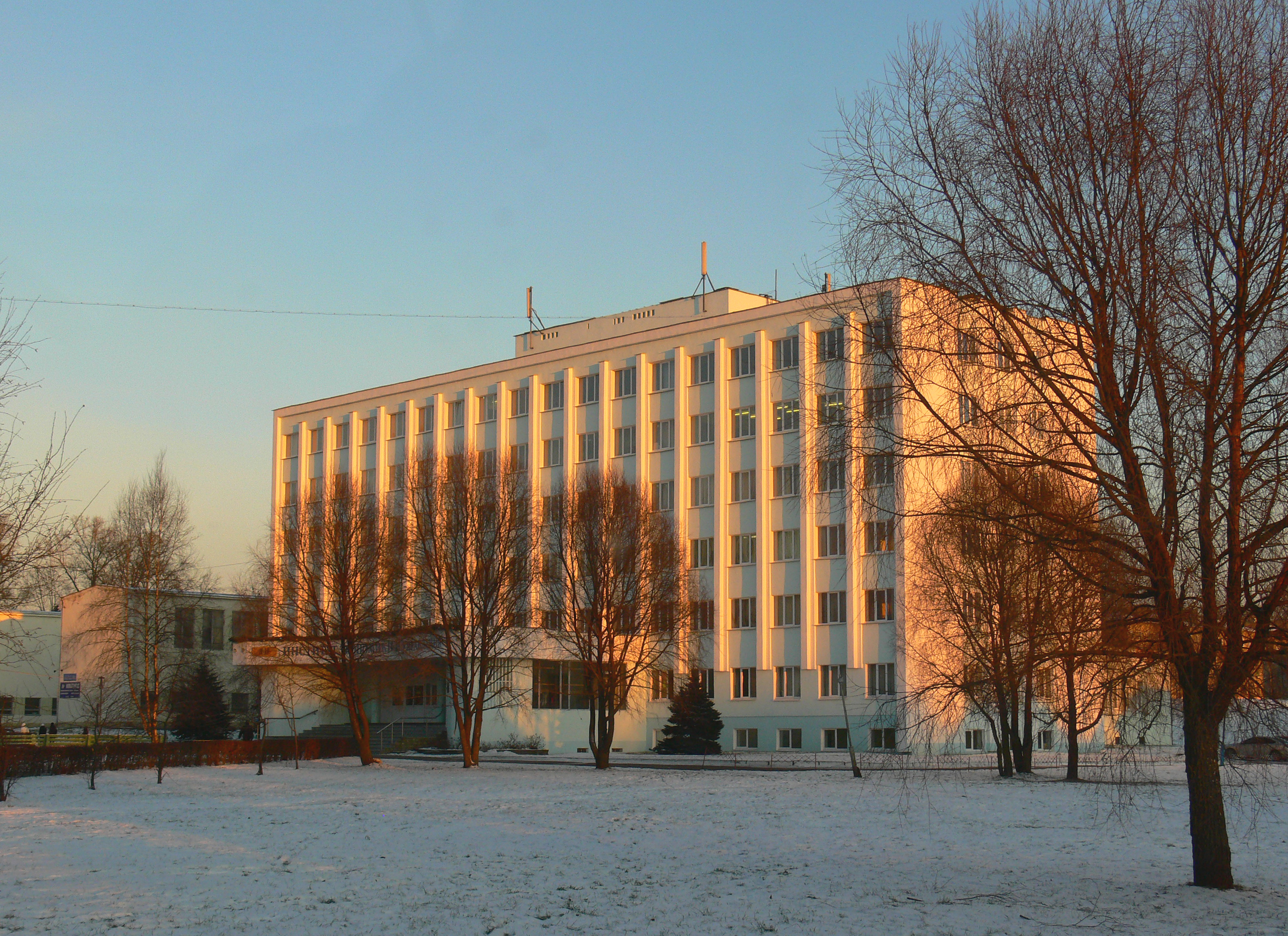
Hochschule für Wirtschaftswissenschaft und Management

Heute umfasst die Universität 7 Hochschulen und 3 Berufskollegs, die Hochschulen sind:
- Hochschule für Geisteswissenschaften
- Hochschule für Wirtschaftswissenschaft und Management
- Hochschule für Lehrerbildung
- Polytechnische Hochschule
- Hochschule für medizinische Bildung
- Hochschule für Landwirtschaft und natürliche Ressourcen
- Institut für elektronische Systeme und Informationssysteme

## Bekannte Dozenten und Studenten
- Desjatskow, Stanislaw Germanowitsch – Schriftsteller, Historiker
- Erscheffskij, Boleslaw Donatowitsch – Archäologe
- Boris Nikolajewitsch Kowaljow (* 1965) – Historiker
- Konezkij, Wladimir Jakowlewitsch – Archäologe
- Milkow, Wladimir Wladimirowitsch – Historiker der Philosophie
- Orlow, Sergej Nikolajewitsch – Archäologe
- Podosokorskij, Nikolaj Nikolajewitsch – Philologe, Publizist
- Farforowskij, Sergej Wassiljewitsch – Historiker, Ethnograph
- Oligerow, Alexander Romanowitsch – berühmter russischer Künstler